# TL-96 Star
TL-96 Star to dwumiejscowy samolot ultralekki produkowany przez czeską firmę TL-Ultralight.

## Konstrukcja
TL-96 Star to konstrukcja kompozytowa, na której budowę składa się całkowicie włókno węglowe. Samolot posiada stałe, trójkołowe podwozie ze skręcanym na ziemi kółkiem przednim, oraz wyposażone w hamulce hydrauliczne koła podwozia głównego. W kabinie z owiewką otwieraną do przodu, znajdują się dwa, wyposażone w czteropunktowe pasy bezpieczeństwa fotele, umieszczone obok siebie. Przed każdym drążek sterowy i para orczyków. Za fotelami umiejscowiony jest bagażnik, w którym mieści się maksymalnie do 8 kg bagażu. Integralny zbiornik paliwa umieszczony w przedniej części kadłuba ma pojemność 70 litrów. Samolot może zostać wyposażony opcjonalnie w balistyczny system ratunkowy.

## Dane techniczne
Liczba miejsc: 2
Zespół napędowy: Rotax 912 (80KM), 912S (100KM), 914 (120KM)
Rozpiętość: 9,2 m; długość: 6,5 m; wysokość: 2,15 m
Masa własna: 298 kg;
 maksymalna masa startowa bez/z systemem ratunkowym: 450 kg/475 kg
Ilość paliwa: 70 l
Osiągi
Prędkość maksymalna, Vmax: 220-255 km/h

Prędkość nieprzekraczalna, Vne: 275 km/h

Prędkość podróżna, Vc: 180-220 km/h

Prędkości minimalne, VsO/Vs1: 62/80 km/h

Prędkość wznoszenia: 6 m/s